# Conflito fronteiriço sino-indiano em 1967
As escaramuças sino-indiana de 1967, também conhecidas como confrontos em Nathu La e Cho La, foram uma série de confrontos militares entre a Índia e a China, ao longo da fronteira entre o Reino de Sikkim, então protetorado indiano.
Os confrontos em Nathu La começaram em 11 de setembro de 1967, quando o Exército de Libertação Popular lançou um ataque aos postos indianos em Nathu La, e durou até 15 de setembro de 1967. Em outubro de 1967, outro confronto militar aconteceu em Cho La, quando os chineses se infiltraram na região, e terminou em o mesmo dia.
O conflito ocorreu em Sikkim, que mais tarde tornou-se um estado da Índia em 1975. A Índia era responsável pela defesa de Sikkim, que era um protetorado na época. A região está em altitudes elevadas e, assim, manobras de montanha foram cruciais na batalha.
Segundo fontes independentes, as forças indianas conseguiram "vantagem tática decisiva" e derrotaram as forças chinesas nesses confrontos. Muitas fortificações do Exército de Libertação Popular em Nathu La seriam destruídas, onde as tropas indianas expulsaram as forças chinesas que atacavam.
Durante o conflito todas as perdas indianas foram 88 mortos e 163 feridos, enquanto as baixas chinesas foram 300 mortos e 450 feridos em Nathu La, e 40 em Chola. O término da batalha viu o Exército de Libertação Popular retirar-se de Sikkim.